# 赫爾南勒茲
赫爾南勒茲（西班牙語：Franciso Hernândez），西班牙人，為第六任西班牙雞籠淡水長官，也是最後一位於淡水上任的西班牙長官，在1637年上任，並控制了北台灣淡水地區的行政與軍事。他在任期間，駐紮於淡水的聖多明哥城(今紅毛城原址)，而為了防止南台灣的荷蘭軍隊進攻，於淡水地區興建防禦工事，城砦甚至遠及今日的八里區一帶。 （页面存档备份，存于）。